# Jecobi Swain
Jecobi Swain (även JeCobi Swain), född 8 juni 2009 i Atlanta, är en amerikansk skådespelare.
Swain har bland annat medverkat i TV-serierna Home Economics och Pappa jagar utomjordingar. Han har även medverkat i filmen Are You There God? It's Me, Margaret.

## Filmografi (i urval)
- 2021–2023 – Home Economics (TV-serie)
- 2023 – Are You There God? It's Me, Margaret.
- 2023 – Pappa jagar utomjordingar (TV-serie)